# 福士政一
福士 政一（ふくし まさいち、1878年1月30日 - 1956年6月3日）は、日本の病理学者。

## 人物
山口県出身。東京帝国大学医学部卒業後、1914年金沢医学専門学校（金沢大学医学部）教授等を経て日本医科大学教授。日本病理学会会長。梅毒性大動脈炎、甲状腺の病理などを研究。文身の研究でも知られ、収集したコレクションは東京大学医学部標本室に収蔵されている。息子の福士勝成（日本医科大学名誉教授・病理学者）とともに親子二代の「刺青博士」として有名。